# Katie Salen
Katie Salen Tekinbaş és una dissenyadora de jocs, animadora i educadora estatunidenca. És professora a la Universitat de Califòrnia, Irvine. Anteriorment, va ensenyar a DePaul University College of Computing and Digital Media, a la Parsons New School for Design, la Universitat de Texas a Austin, la Universitat de Nova York i la Rhode Island School of Design. Té un MFA en disseny gràfic per la Rhode Island School of Design.
Salen ha rebut beques com a investigadora principal o co-investigadora principal de la Fundació Bill & Melinda Gates, la Fundació MacArthur, Carnegie Corporation i Intel. És una de les coautores de Rules of Play, un llibre de text sobre disseny de jocs, i coeditora de The Game Design Reader, una Rules of Play Anthology, així com la coeditora de The International Journal of Learning and Media. És l'antiga directora d'Estudiants de Postgrau del Programa de Disseny i Tecnologia de Parsons The New School for Design, així com l'antiga directora del Center for Transformative Media, un centre de recerca centrat en les tendències emergents en disseny i mitjans. És la directora executiva de l'Institute of Play, un estudi de disseny d'aprenentatge sense ànim de lucre que basa el seu treball en els principis dels jocs i el joc. El 2009, va ajudar a dissenyar i llançar Quest to Learn (Q2L), una escola pública a Manhattan, Nova York, i més tard va participar en el desenvolupament de ChicagoQuest, una escola charter a Chicago.
El treball de Salen ha implicat el desenvolupament de jocs lents, jocs en línia, jocs per a mòbils i grans jocs, tant a nivell comercial com institucional.